# Paddtjärnen (Norbergs socken, Västmanland, 666586-150499)
Paddtjärnen är en sjö i Norbergs kommun i Västmanland och ingår i Norrströms huvudavrinningsområde. Sjön är 17,2 meter djup, har en yta på 0,0818 kvadratkilometer och befinner sig 142,1 meter över havet.

## Delavrinningsområde
Paddtjärnen ingår i det delavrinningsområde (666460-150571) som SMHI kallar för Inloppet i Noren. Medelhöjden är 170 meter över havet och ytan är 20,7 kvadratkilometer. Räknas de 9 avrinningsområdena uppströms in blir den ackumulerade arean 150,16 kvadratkilometer. Snytsboån som avvattnar avrinningsområdet har biflödesordning 4, vilket innebär att vattnet flödar genom totalt 4 vattendrag innan det når havet efter 219 kilometer. Avrinningsområdet består mestadels av skog (77 procent). Avrinningsområdet har 0,92 kvadratkilometer vattenytor vilket ger det en sjöprocent på 4,4 procent. Bebyggelsen i området täcker en yta av 0,2 kvadratkilometer eller 1 procent av avrinningsområdet.